# La rivolta dei cowboys
La rivolta dei cowboys (Showdown at Abilene) è un film del 1956 diretto da Charles F. Haas.
È un film western statunitense con Jock Mahoney, Martha Hyer e Lyle Bettger. Nel 1967 ne è stato prodotto un remake, Sparatorie ad Abilene.

## Trama
Un reduce della guerra civile, Jim Trask, torna ad Abilene e trova la sua ex fidanzata, Peggy,  promessa ad un ricco allevatore, Dave. Jim riprende la sua carica di sceriffo e scopre alcune cose poco pulite sul conto di Dave e del suo braccio destro Claudius, un violento che sobilla i contadini contro gli allevatori. Durante una disputa, Dave è ucciso da Claudius. Questi è affrontato da Jim che, nonostante ferito, riesce a ucciderlo. Ristabilito così l'ordine, Jim può tornare dalla fidanzata, non più ex.

## Produzione
Il film, diretto da Charles F. Haas su una sceneggiatura di Berne Giler con il soggetto di Clarence Upson Young, fu prodotto da Howard Christie per la Universal International Pictures e girato a Morrison Ranch, Agoura, in California da metà settembre a fine settembre 1955. Il titolo di lavorazione fu Gun Shy.

## Distribuzione
Il film fu distribuito con il titolo Showdown at Abilene negli Stati Uniti nell'ottobre 1956 (première a Los Angeles il 3 ottobre) dalla Universal Pictures.
Altre distribuzioni:
- in Austria nel novembre del 1956 (Schüsse peitschen durch die Nacht)
- in Germania Ovest il 6 novembre 1956 (Schüsse peitschen durch die Nacht)
- in Svezia il 9 maggio 1957 (Första skottet)
- in Finlandia il 13 febbraio 1959 (Rajaseudun sheriffi)
- in Brasile (Covil da Desordem)
- in Grecia (Ekdikithika dyo fores)
- in Spagna (Lucha de poder)
- in Italia (La rivolta dei cowboys)

## Promozione
La tagline è: "THE BLAZING STORY OF THE GREAT ABILENE RANGE WAR! ".